# Jarrahdale
Jarrahdale är en del av en befolkad plats i Australien. Den ligger i kommunen Serpentine-Jarrahdale och delstaten Western Australia, omkring 47 kilometer sydost om delstatshuvudstaden Perth.
Närmaste större samhälle är Byford, omkring 14 kilometer norr om Jarrahdale.
I omgivningarna runt Jarrahdale växer i huvudsak städsegrön lövskog. Runt Jarrahdale är det glesbefolkat, med 12 invånare per kvadratkilometer. Genomsnittlig årsnederbörd är 951 millimeter. Den regnigaste månaden är september, med i genomsnitt 168 mm nederbörd, och den torraste är februari, med 12 mm nederbörd.